# 金粉大理报春
金粉大理报春（学名：Primula taliensis sp. procera）为报春花科报春花属下的一个亚种。

## 扩展阅读
- 維基物種上的相關：金粉大理报春